# 1984年6月逝世人物列表
1984年逝世人物列表：1月 - 2月 - 3月 - 4月 - 5月 - 6月 - 7月 - 8月 - 9月 - 10月 - 11月 - 12月
1984年6月逝世人物列表，是用於匯總1984年6月期間逝世人物的列表。

## 依日期排序

### 1日
- 迪恩·柯林斯，美國舞蹈家、教師、編舞家和搖擺樂創新者
- 阿奇普·米哈伊洛維奇·柳爾卡，蘇聯噴氣發動機設計師
- 庫爾特·諾沃特尼，德國建築師
- 斯滕·佩特森，瑞典田徑運動員
- 雨果·皮門特爾，阿根廷演員
- 海因里希·拉德馬赫，德國政治家（KPD），聯邦議院議員
- 約翰·希夫，美國物理學家和發明家
- 柳兼子，日本歌手
- 海因里希·讚克爾，德國賽艇運動員

### 2日
- 埃德蒙·約瑟夫·本德爾，奧地利教師和作家
- 勞爾·波普，巴西現代主義詩人和外交官
- 弗朗索瓦·德·芒通，法國政治家和法學教授

### 3日
- 阿爾多·坎派特利，義大利足球運動員和教練
- 約翰·富內特，美國律師和政治家
- 羅伯特·戈德爾，瑞士古典語言學家、突厥學家、亞美尼亞學家、語言學家和羅曼語語言學家
- 漢斯·克斯特尼格，奧地利政治家（SPÖ），州議會議員，國民議會成員
- 弗朗茨·馮·克爾貝克，德國數學家和格賴夫斯瓦爾德大學講師
- 瑪麗亞·塞奇，匈牙利裔奧地利經濟學家
- 彼得·塞西爾·威爾遜，英國拍賣師

### 4日
- 赫爾曼·吉爾德邁斯特，德國建築師
- 漢斯·基斯，德國雕塑家和政治家（KPD，SED）
- 喬治·蒙蒂，德國歌劇演唱家
- 弗里茨·納林格（Fritz Nallinger），德國工程師和汽車設計師
- 迪特爾·羅丁，德國數學家

### 5日
- 艾哈邁德·福阿德·毛希丁，埃及總理
- 安德列亞斯·弗雷德里克·朱爾胡斯，法羅群島郵政官員和政治家
- 赫爾穆特·奧斯特邁爾，德國地方法官和非小說類作家
- 約翰·帕斯塔，美國物理學家和計算機科學家
- 卡爾·溫特，德國醫生

### 6日
- 吳國楨，中華民國政治人物
- 里奧·奧葛籣，芬蘭-瑞典作家
- A.伯特倫·錢德勒，澳大利亞科幻作家
- 阿尔贝·德博尔吉，法國水球運動員
- 阿方斯·克萊因，德國政治家（基民盟），聯邦議院議員
- Åke Ohlmarks，瑞典語翻譯家、作家和宗教歷史學家
- 艾米·皮克勒，匈牙利兒科醫生和幼兒教育家
- 漢斯·波斯特，德國企業家
- 恩斯特·謝倫伯格，德國政治家（SPD），聯邦議院議員
- 贾奈尔·辛格·宾德兰瓦勒，錫克教神學家
- 泰德·斯塔姆，美國概念畫家
- 扎蒂·桑古爾，土耳其魔術師

### 7日
- 約翰·法里，美國政治家
- 君特·菲比格，德國海軍軍官
- 鲁道夫·施塔尔，德國手球運動員

### 8日
- 穆薩·阿拉米，巴勒斯坦民族主義者和政治家
- 保羅·伊林，德國地方政治家（NSDAP）
- 戈登·雅各，英國古典作曲家、指揮家、編曲家和音樂教師
- 歐內斯特·麥克法蘭，美國政治家
- 朱利葉斯·斯佩爾，德國森林科學家和科學召集人
- 歐根·維爾納·維爾特，德國作曲家

### 9日
- 埃裡克·佩爾森，瑞典足球官員
- 弗拉基米爾·阿列克謝耶維奇·奇維利欽，俄羅斯作家和公關人員
- 維爾納·維蘭德，德國演員和廣播劇導演

### 10日
- 弗拉基米爾·丹尼森科，蘇烏電影導演和編劇
- 伊迪絲·丁克爾曼，德國建築師
- 沃爾特·施萊辛格，德國歷史學家
- 埃勒特·斯帕爾斯，德國畫家、平面藝術家和協會官員

### 11日
- 齊格弗裡德·巴爾克，德國政治家（基社盟），聯邦議院議員
- 恩里科·贝林格，義大利政治家、歐洲議會議員和反法西斯主義者
- 沃爾特·馮·庫貝，德國記者
- 瓦斯科·萊唐·達庫尼亞，巴西外交官
- Sigge Fürst，瑞典演員和歌手
- 恩斯特·豪瑟曼（Ernst Haeusserman），奧地利戲劇導演、導演和電影製片人
- 奧利·海姆，芬蘭爵士音樂家、唱片和電視製作人
- 帕維爾·葉夫謝耶維奇·康德拉季耶夫，蘇聯棋手、教練和開局理論家
- 朱利葉斯·馬德里奇，奧地利商人和列國義人
- 貝德里希·羅澤納爾，捷克建築師

### 12日
- 费伦奇克·亚诺什，匈牙利指揮家。
- 彼得·德米特裡耶維奇·巴拉諾夫斯基，俄羅斯建築師和修復師
- 布魯諾·弗里茨，德國歌舞表演藝術家、演員和配音演員
- 奧托·斯蒂普斯，德國航海家和海事學校校長

### 13日
- 肯·阿姆斯特朗，英格蘭、新西蘭前男子足球運動員。
- 馬里亞諾·巴克羅·戈亞內斯，西班牙浪漫主義和西班牙裔
- 沃爾夫岡·貝倫鮑姆，德國電影導演、製片人和攝影師
- 馬里努斯·德容，荷蘭-比利時作曲家和鋼琴家
- 英索·肖爾滕，荷蘭政治家和律師
- 安東尼奧·瓦里亞索斯，葡萄牙歌手和作曲家

### 14日
- 漢斯·貝拉格，德國建築師、城市規劃師和建築官員
- 安德列亞斯·比恩巴赫，德國地方政治家（CSU）
- 彼得·克萊姆，德國作家
- 海因茨-奧托·穆勒-埃爾巴赫，德國畫家

### 15日
- Rolf D. Bühler，德國航空航太工程師和大學講師
- 哈拉爾德·杜維，德國畫家
- 內德·格拉斯，美國演員
- 赫克托·埃爾南德斯，墨西哥足球運動員
- 埃德加·耶內，德法畫家和圖形藝術家，超現實主義者
- 納瓦布扎達·阿加·穆罕默德·拉扎，巴基斯坦外交官和軍官
- 海因里希·裡特斯豪森，德國經濟學家
- 海因茨·奧托·希爾德，奧地利藥理學家
- 貝茜·斯奈特，美國高山滑雪運動員
- 竹山道雄，日本作家
- 弗朗茨·西托，德國地方政治家
- 梅雷迪思·威爾森，美國音樂和流行作曲家
- 赫爾曼·讚恩，德國企業家

### 16日
- 米爾科·迪諾維奇，南斯拉夫浪漫學者
- Erni Crusts，愛沙尼亞作家
- 萊因霍爾德·昆迪格，瑞士畫家
- 約翰·特頓·蘭德爾，英國物理學家
- 亞歷山大·阿列克謝耶維奇·塔拉索夫，蘇聯五項全能運動員

### 17日
- 莱斯利·凯里，美國錄音師
- 米爾伯恩·克裡斯托弗	美國魔術師
- 弗朗茨·基希海默	德國地質學家和古生物學家
- 克拉夫迪亞·伊萬諾夫娜·什利琴科，俄羅斯歌手
- 卡尼·弗拉納，土耳其法官，土耳其憲法法院院長

### 18日
- 艾倫·伯格，美國電臺主持
- 海因里希·韋金，德國農民和政治家（基民盟），聯邦議院議員，聯邦議院議員

### 19日
- 撒母耳柯林斯，美國物理學家
- 李·克拉斯納，美國畫家
- 漢斯·烏爾里希·普施，德國政治家（CDU），聯邦議院議員和公關人員
- 弗里茲·托特，德國製糖技術專家
- 弗拉基米爾·魯道夫維奇·沃格爾，瑞士作曲家

### 20日
- 埃斯特爾·溫伍德，英國女演員
- 喬瓦尼·阿萊西奧，義大利羅曼語語言學家、義大利學家和地名學家
- 凱蒂·詹岑，德國女演員
- 吉斯伯特·里蒂格，德國經濟學家

### 21日
- 费伦茨·卡罗伊，匈牙利男子摔跤運動員。
- 漢斯·德格爾，德國政治家（KPD），聯邦議院議員
- 弗雷德·亨里希，德國政治家（NSDAP），聯邦議院議員
- 馬克斯·約瑟夫·希勒布蘭德，德國教育心理學家
- 歐根·考夫曼（Eugen Kaufmann），出生於德國的建築師
- 阿蒂利奧·隆巴多，烏拉圭植物學家
- 奥雷斯特·莫里卡，義大利擊劍運動員和奧運冠軍
- 佩德羅·肖，佛蘭芒羅馬天主教巴拉圭傳教士和主教

### 22日
- 霍斯特·巴特爾，德國歷史學家和東德大學講師
- 格哈德·弗洛梅爾，德國作曲家、音樂教育家和音樂作家
- 迪爾·鐘斯，英國爵士音樂家
- 約瑟夫·洛西，美國電影導演
- 烏多·馮·莫倫斯柴爾德，德國記者
- 瑪麗安·施特勞斯，德國經濟學家，法蘭茨·約瑟夫·施特勞斯的妻子

### 23日
- 郭绍虞，中國語言文學家。
- 卡爾·杜安，美國超級雛量級拳擊手
- 漢斯-奧拉夫·胡德曼，德國歌手（貝斯）和音樂學家
- 威廉·克拉霍爾茨，德國雕塑家（動物形象）和水管工大師
- 霍斯特·內梅克，奧地利足球運動員
- Meta 阿曼科夫斯基，德國政治家（SPD），聯邦議院議員
- 塞西爾·卡斯伯特·帕羅特，英國外交官、翻譯家、作家和學者
- 亞歷山大·米哈伊洛維奇·謝苗諾夫，俄羅斯畫家
- 維爾納·西曼，德國政治家（基民盟），聯邦議院議員

### 24日
- 安東尼奧·比薩利亞，義大利政治家
- 克拉倫斯·坎貝爾，加拿大體育官員和國家曲棍球聯盟主席
- 喬治·費德勒，德國外交官
- 威廉·基斯利，美國電影導演
- 奧托·朗，德國演員和大學講師
- 弗里德里希·蔡特勒，德國羅馬天主教神父和寄宿學校校長

### 25日
- 米歇尔·福柯，法國哲學家
- 奧列格·亞歷山大·克倫斯基，俄羅斯土木工程師
- 艾爾斯·洛曼，德國藝術家

### 26日
- 阿爾伯特·戴利，美國爵士鋼琴家
- 卡爾·福爾曼，美國編劇
- 約瑟夫·岡薩雷斯，法國足球運動員和經理
- 漢斯·霍爾托夫，德國戲劇創始人、作家和畫家
- 埃米爾·萊恩（Emil Lehnen），德國政治家（基民盟），聯邦議院議員
- 葉夫根尼·米哈伊洛維奇·薩維茨基，俄羅斯物理化學家、冶金學家和大學講師
- 約瑟普·斯利斯科維奇，奧地利無線電先驅

### 27日
- 齊格弗裡德·布羅斯，德國行政律師、普魯士地區行政長官和巴登高級政府委員
- 羅伯特·戈芬，比利時作家
- 雨果·格勞，德國獸醫解剖學家和大學講師
- 奧斯瓦爾德·雅各比，美國遊戲專家和作家
- 米茲·傑澤爾，奧地利輕歌劇歌手（女高音）

### 28日
- 第二代阿斯特的海弗男爵加文·阿斯特，英國同行和出版商
- 克勞德·謝瓦萊，法國數學家
- 克勞斯·加特勒，義大利記者（南蒂羅爾）
- 阿方斯·亨（Alfons Heun），德國西多會修道院創始人和神學家
- 伊加尔·雅丁，以色列考古學家、政治家和參謀長
- 諾伯特·克里克，德國雕塑家和大學講師
- 赫伯特·蘭道爾，德國建築師和建築官員
- 克里斯塔·施罗德，阿道夫·希特勒的德國私人秘書

### 30日
- 亨利·法布尔，法國飛行員和發明家
- 麗蓮·海爾曼，美國作家
- 卡斯帕·克魯格，德國政治家（CDU），聯邦議院議員，聯邦議院議員
- 布魯諾·莫倫佈雷切爾，德國政治家（ZENTRUM，基民盟），聯邦議院議員
- 勒內·瑟金特，法國經濟學家、外交官和政治家